# Georg Caspar Prenner

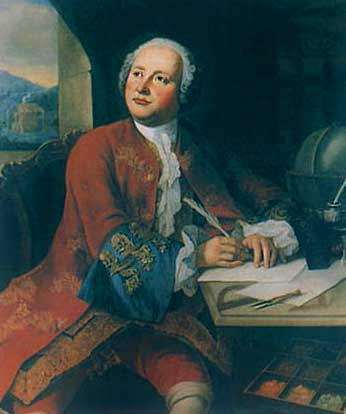
Retrato de Mijaíl Lomonosov, 1750.

Georg Caspar Prenner o von Prenner (Viena, 1720 - Roma, 1766) fue un pintor austríaco, hijo del también pintor Anton Joseph von Prenner (1698 -1761). Su formación artística tuvo lugar en la Italia del Settecento, habiendo trabajado parte de su carrera en Rusia, donde destacó como retratista, retornando posteriormente a Italia.